# Thliptoceras neotropicalis
Thliptoceras neotropicalis là một loài bướm đêm trong họ Crambidae.